# Фардорф
Фардорф (њем. Fahrdorf) општина је у њемачкој савезној држави Шлезвиг-Холштајн. Једно је од 134 општинска средишта округа Шлезвиг-Фленсбург. Према процјени из 2010. у општини је живјело 2.471 становника. Посједује регионалну шифру (AGS) 1059026.

## Географски и демографски подаци
Фардорф се налази у савезној држави Шлезвиг-Холштајн у округу Шлезвиг-Фленсбург. Општина се налази на надморској висини од 30 метара. Површина општине износи 12,0 km². У самом мјесту је, према процјени из 2010. године, живјело 2.471 становника. Просјечна густина становништва износи 206 становника/km².